# Vonones (geslacht)
Vonones is een geslacht van hooiwagens uit de familie Cosmetidae.
De wetenschappelijke naam Vonones is voor het eerst geldig gepubliceerd door Simon in 1879. 

## Soorten
Vonones omvat de volgende 7 soorten:
- Vonones circumlineatus
- Vonones granulatus
- Vonones malkini
- Vonones octotuberculatus
- Vonones pelaezi
- Vonones planus
- Vonones testaceus

- (Vonones ornatus => Libitioides ornata
- (Vonones pilosa => Holovonones pilosus
- (Vonones riveti => Rhaucoides riveti [homonymous synonym])
- ( Vonones sayi => Libitioides sayi
- (Vonones scabrissimus => Libitioides scabrissima